# Atrichotmethis semenovi
Atrichotmethis semenovi is een rechtvleugelig insect uit de familie Pamphagidae. De wetenschappelijke naam van deze soort is voor het eerst geldig gepubliceerd in 1899 door Zubovski.